# دو مشکل دی
دو مشکل دی (به انگلیسی: Double Di Trouble) فیلمی هندی محصول سال ۲۰۱۴ و به کارگردانی اسمیپ کانگ است. در این فیلم بازیگرانی همچون درمندرا، جیپی گروال، منیشا لامبا، کولراج رانداوا، گورپریت گوگی، پونام دیلون، کارامجیت آنمول و نیها دوپیا ایفای نقش کرده‌اند.